# Национальный союз (Квебек)
Национа́льный сою́з (фр. Union nationale) — региональная политическая партия Квебека, существовавшая с 20 июня 1936 по 19 июня 1989 года. Возникла в результате объединения Консервативной партии Квебека с Национальным либеральным действием (фр. Action libérale nationale) с целью противостояния Либеральной партии Квебека, которую считала коррумпированной.
Основатель и первый руководитель партии — Морис Дюплесси. Под его руководством Национальный союз выигрывал почти все выборы (кроме выборов 1939 года). Дюплесси был одним из самых известных премьер-министров Квебека.
Во времена Дюплесси партия занимала правую позицию, способствовала крупному капиталу, базировалась на традиционном национализме и католическом клерикализме. После смерти «вождя» и поражения на выборах 1960 и 1962 годов, смягчила свои взгляды.
В 1966 году Национальный союз вернулся к власти, но вновь проиграл выборы в 1970. С тех пор партия не переставала сдавать позиции и, наконец, исчезла в 1989 году.

## Результаты выборов вЗаконодательное собрание Квебека
| Выборы | Мест всего | Канди- даты | Получено мест | Голосов | Проценты |
| ------ | ---------- | ----------- | ------------- | ------- | -------- |
| 1936   | 90         | 90          | 76            | 323.812 | 56,88 %  |
| 1939   | 86         | 85          | 15            | 563.297 | 39,13 %  |
| 1944   | 91         | 90          | 48            | 505.661 | 38,02 %  |
| 1948   | 92         | 91          | 82            | 775.747 | 51,24 %  |
| 1952   | 92         | 92          | 68            | 847.983 | 50,15 %  |
| 1956   | 93         | 93          | 72            | 956.082 | 51,80 %  |
| 1960   | 95         | 95          | 43            | 977.318 | 46,61 %  |
| 1962   | 95         | 95          | 31            | 900.817 | 42,15 %  |
| 1966   | 108        | 108         | 56            | 948.928 | 40,82 %  |
| 1970   | 108        | 108         | 17            | 564.544 | 19,65 %  |
| 1973   | 110        | 110         | 0             | 146.209 | 4,92 %   |
| 1976   | 110        | 108         | 11            | 611.666 | 18,20 %  |
| 1981   | 122        | 121         | 0             | 144.070 | 4,00 %   |
| 1985   | 122        | 19          | 0             | 7.759   | 0,23 %   |

## Лидеры
- Морис Дюплесси (1935—1959) (премьер-министр 1936—1939, 1944—1959)
- Поль Сове (1959—1960) (премьер-министр 1959—1960)
- Антонио Барретт (1960) (премьер-министр 1960)
- Ив Прево (исполняющий обязанности) (1960—1961)
- Антонио Талбот (исполняющий обязанности) (1961)
- Даниэль Джонсон (1961—1968) (премьер-министр 1966—1968)
- Жан-Жак Бертран (1968—1971) (премьер-министр 1968—1970)
- Габриэль Лубье (1971—1974)
- Морис Бельмар (исполняющий обязанности) (1974—1976)
- Родриг Бирон (1976—1980)
- Мишель Лемуаньян (исполняющий обязанности) (1980—1981)
- Рош Ласаль (1981)
- Жан-Марк Беливо (1982—1985)
- Морис Буйон (1985)
- Андре Левей (1985—1986)
- Мишель Ле Брюн (исполняющий обязанности) (1986—1989)